# Phyllocnistis liquidambarisella
Phyllocnistis liquidambarisella là một loài bướm đêm thuộc họ Gracillariidae, known from Hoa Kỳ (New York, Maryland, Kentucky, Georgia, Texas, Florida). Ấu trùng ăn Liquidambar styraciflua. Chúng ăn lá nơi chúng làm tổ.